# Essex-Klasse (1761)
Die Essex-Klasse war eine Klasse von zwei 64-Kanonen-Linienschiffen 3. Ranges der britischen Marine, die von 1760 bis 1784 in Dienst stand.

## Geschichte
Die von Sir Thomas Slade dem Surveyor of the Navy entworfene Klasse, war eine Weiterentwicklung des ersten echten britischen 64-Kanonen-Linienschiffes Asia, welches sich aber zum Zeitpunkt des Stapellaufs beider Klassenschiffe ebenfalls noch im Bau befand.

## Einheiten
| Name   | Bauwerft                                | Bestellung        | Kiellegung      | Stapellauf      | Fertigstellung  | Indienststellung | Verbleib                                  |
| ------ | --------------------------------------- | ----------------- | --------------- | --------------- | --------------- | ---------------- | ----------------------------------------- |
| Essex  | Wells and Stanton, Rotherhithe (London) | 13. Dezember 1758 | 31. Januar 1759 | 28. August 1760 | 6. Oktober 1760 | August 1760      | Hulk ab 1784, am 22. August 1799 verkauft |
| Africa | Blackwall Yard, Blackwall (London)      | 13. Dezember 1758 | 7. Mai 1759     | 1. August 1761  |                 | September 1761   | Am 17. Mai 1774 zum Abbruch verkauft      |

## Technische Beschreibung
Die Klasse war als Batterieschiff mit zwei durchgehenden Geschützdecks konzipiert und hatte eine Länge von 48,16 Metern (Geschützdeck), eine Breite von 13,44 Metern und einen Tiefgang von 5,49 Metern. Sie waren Rahsegler mit drei Masten (Fockmast, Großmast und Kreuzmast). Der Rumpf schloss im Heckbereich mit einem Heckspiegel, in den Galerien integriert waren, die in die seitlich angebrachten Seitengalerien mündeten. Die Beplankung war kraweel ausgeführt, das heißt, die Enden der Planken stießen stumpf aufeinander, so dass eine glatte Außenfläche entstand.
Die Bewaffnung der Klasse bestand aus 64 Kanonen.
|        | Unteres Batteriedeck | Oberes Batteriedeck | Backdeck      | Achterdeck     | Kanonen (Geschossgewicht) |
| ------ | -------------------- | ------------------- | ------------- | -------------- | ------------------------- |
| Design | 26 × 24-Pfünder      | 26 × 18-Pfünder     | 2 × 9-Pfünder | 10 × 9-Pfünder | 64 Kanonen (272,10 kg)    |

## Besatzung
Die Besatzung hatte eine Stärke von 500 Mann.